# Hetauda
Hetauda (Sanskriet: हेटौडा) is een stad (Engels: municipality; Nepalees: nagarpalika) in het zuiden van Nepal, en tevens de hoofdstad van het district Makwanpur. De stad telde in 2007 ongeveer 79.000 inwoners, in 2011 84.671 inwoners.
De stad ligt 132 km ten zuidwesten van de hoofdstad Kathmandu.

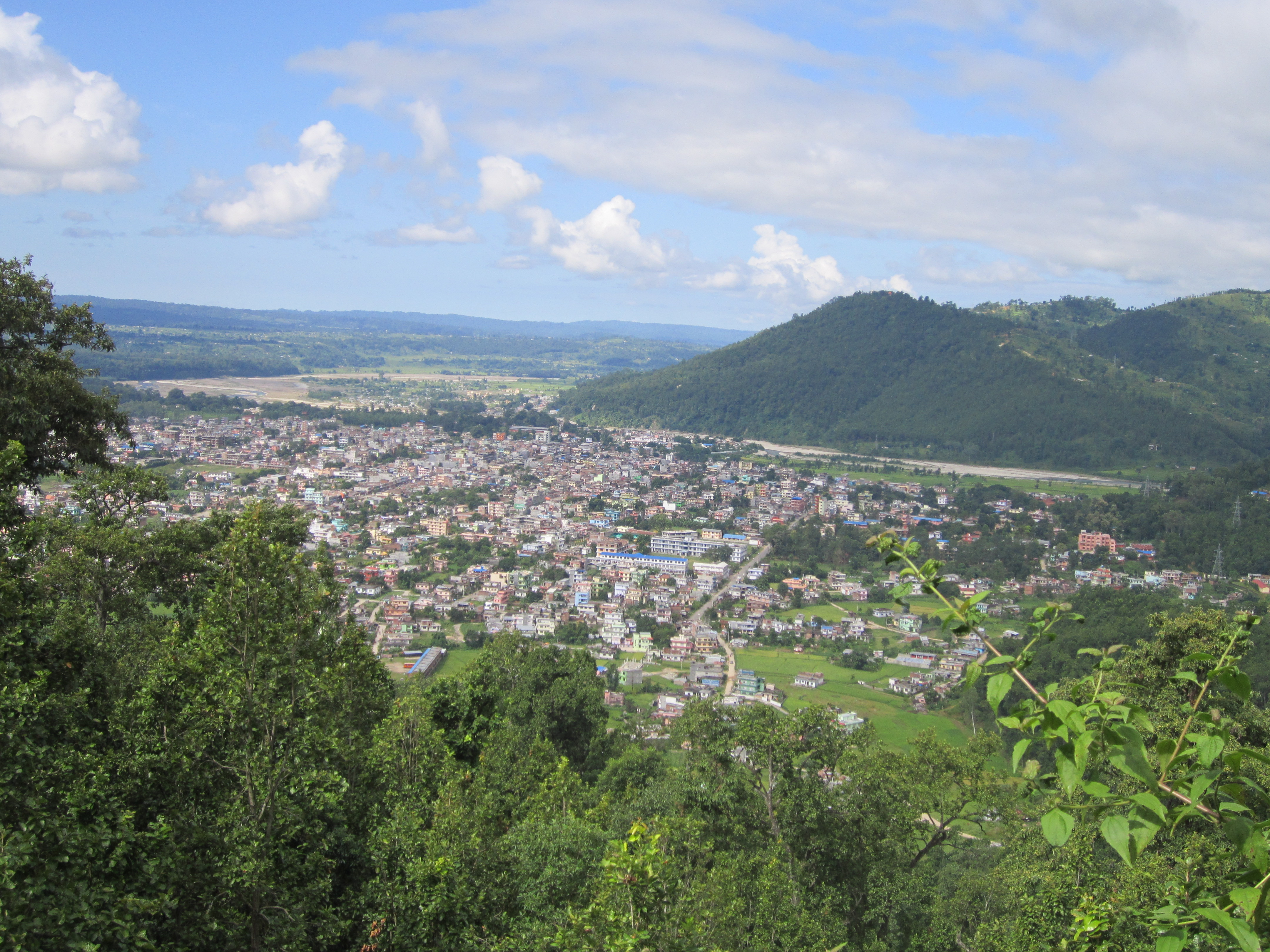
Hetauda
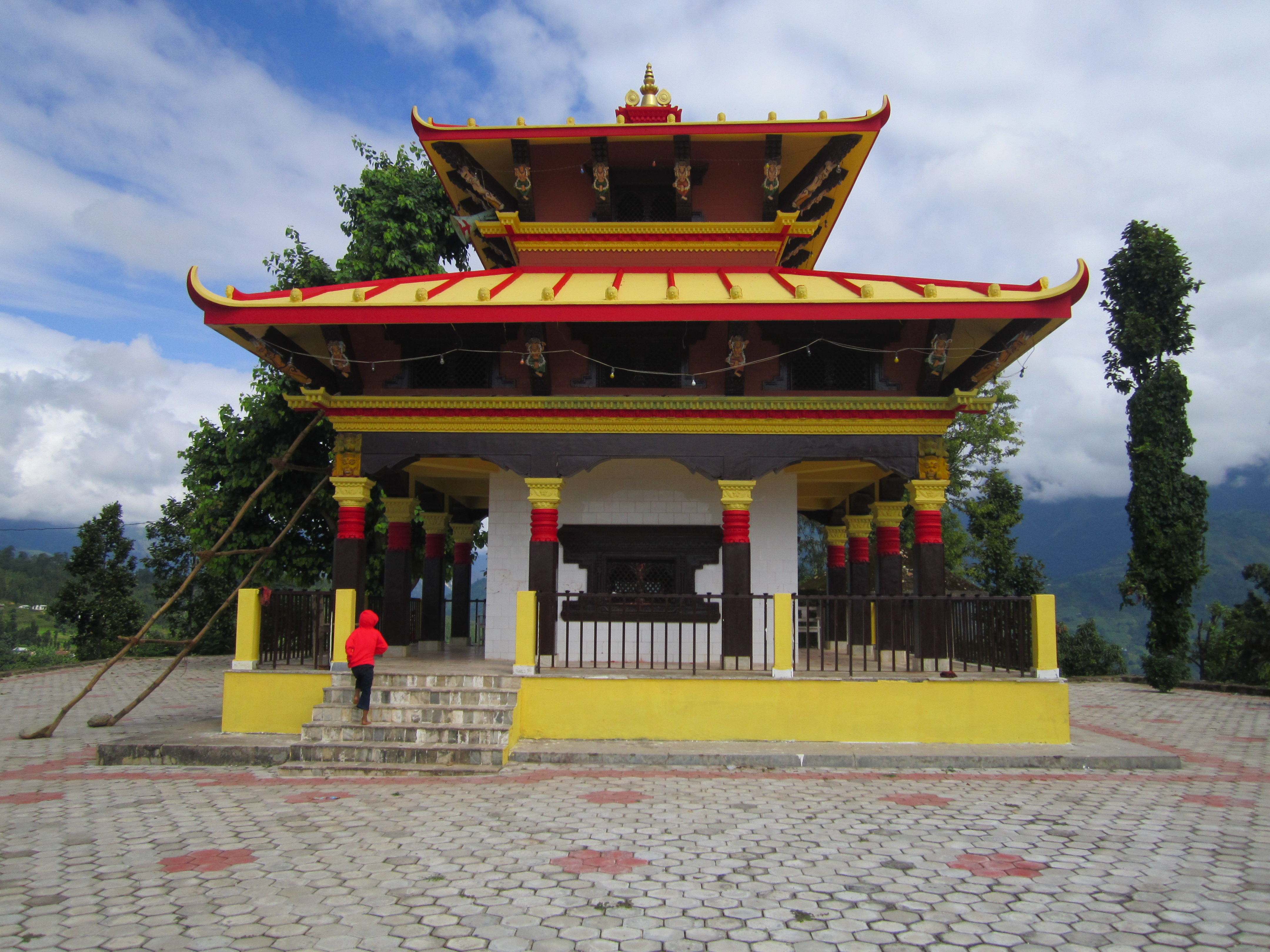
Tempel in Hetauda